# Santa Maria del Pianto
Santa Maria del Pianto ou Igreja de Nossa Senhora do Pranto é uma igreja de Roma, Itália, localizada no rione Regola, na via Santa Maria del Calderari. É dedicada a Nossa Senhora.
É uma igreja anexa de Santi Biagio e Carlo ai Catinari.

## História
A igreja de Santa Maria del Pianto corresponde à antiga San Salvatore de Caccaberis, uma referência aos fabricantes de panelas, bacias e vasilhames de cobre que ainda hoje dão nome à via onde está a igreja e que tinham sua própria igreja na vizinha San Carlo ai Catinari. Ela alterou seu nome por causa de um milagre ocorrido em 1546, quando, segundo uma tradição popular, chorou uma imagem de Nossa Senhora pintada na porta de uma casa vizinha ao ver o gesto de ofensor que, depois de inutilmente pedir perdão pela ofensa, "transformou amor em ódio".
Foi nesta ocasião que se demoliu a antiga igreja e se construiu a nova (atual), obra de Nicolò Sebregondi (1612), que deixou incompleta a fachada (que, ainda hoje, não existe).
A igreja era sede de uma arquiconfraria reconhecida pelo papa Paulo III e ocupava uma posição estratégica no Gueto de Roma (ghetto) par ajudar na catequização dos judeus romanos.
O interior apresenta uma planta em cruz grega com uma cúpula octogonal decorada em estuque. Ao lado da entrada na via di S. Maria dei Calderari ficava um fragmento de um cibório gótico com tesselas douradas. No começo da nave está um estandarte de Lazzaro Baldi, mostrando, de um lado o "Milagre da Virgem que Chora" e, do outro, a "Glória da Virgem". O acesso não acontece pela frente do altar, sobre cuja parede estão apoiados outros edifícios, mas através de duas vias laterais, de Santa Maria dei Calderari, como já se disse, e Santa Maria del Pianto, no fundo do Pórtico de Otávia.
No altar-mor, está um afresco do século XV da "Madonna del Pianto" entre quatro colunas de alabastro. A imagem é do tipo Virgem do Leite. Nas paredes do coro estão "Jesus aparece a São Martinho" e "Jesus entre os Doutores", de Agostino Ciampelli.

## Galeria

Imagens da igreja
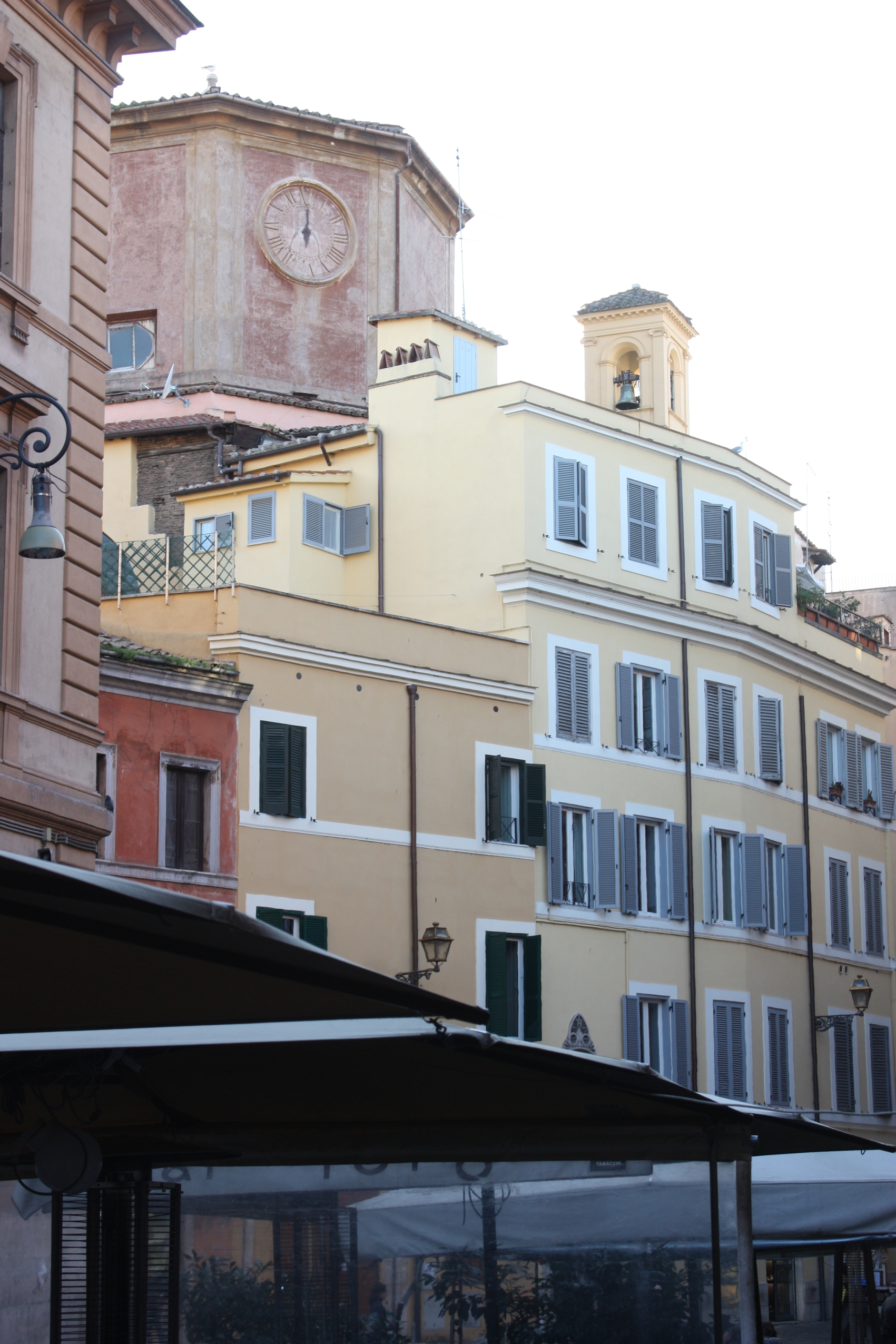
A cúpula octogonal de Santa Maria.
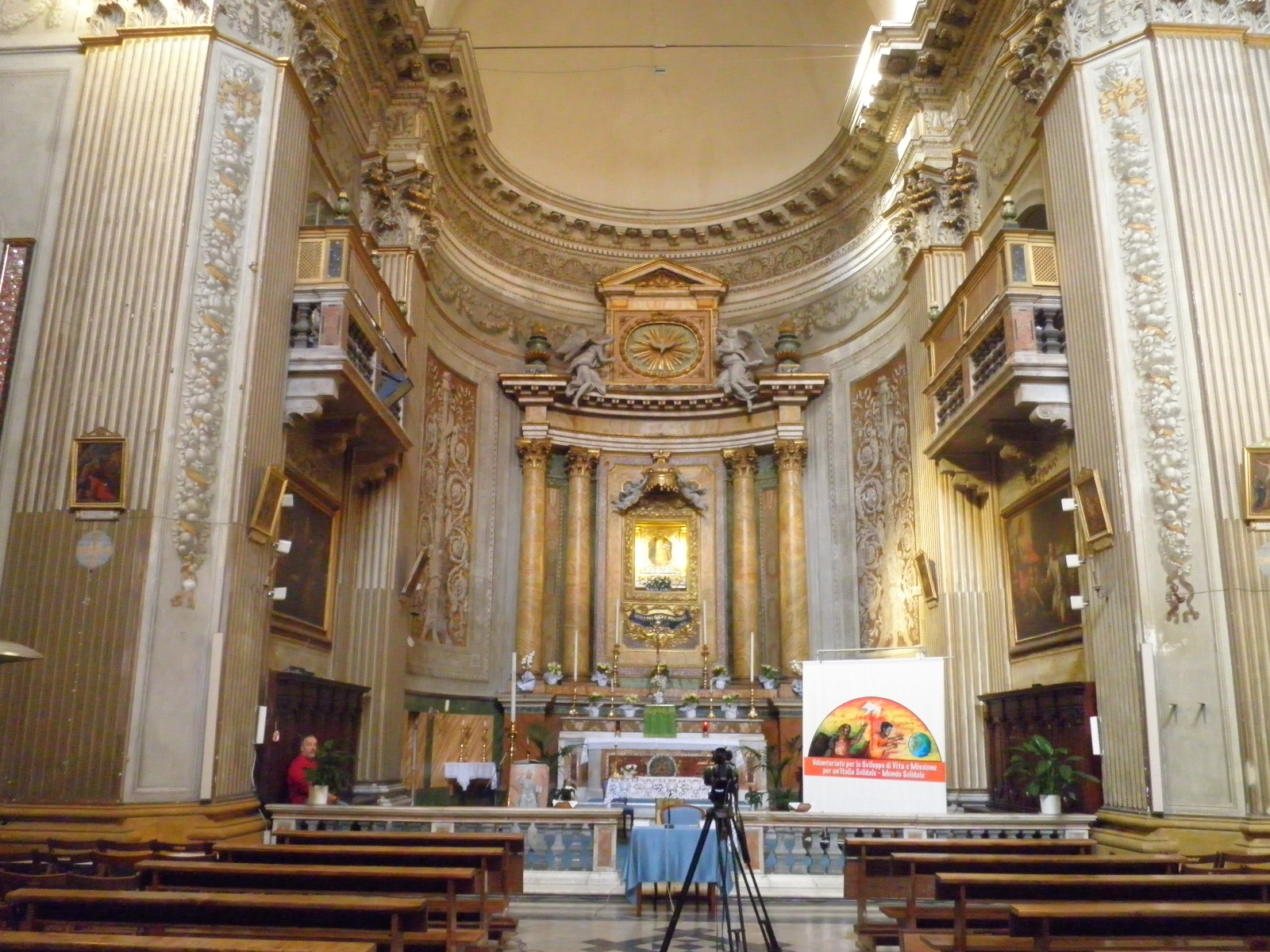
Vista do interior.
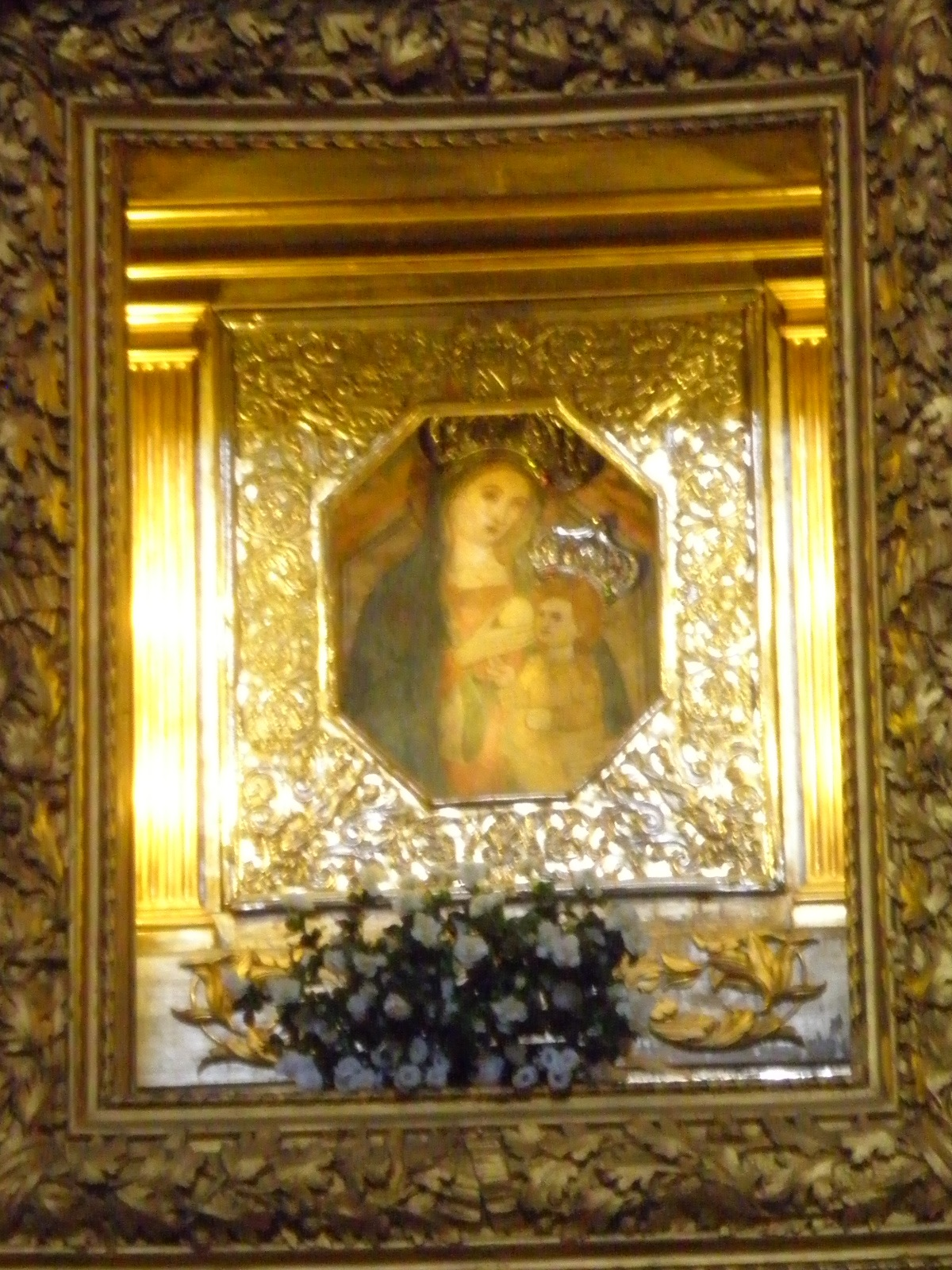
"Madonna del Pianto", do tipo "Virgem do Leite".
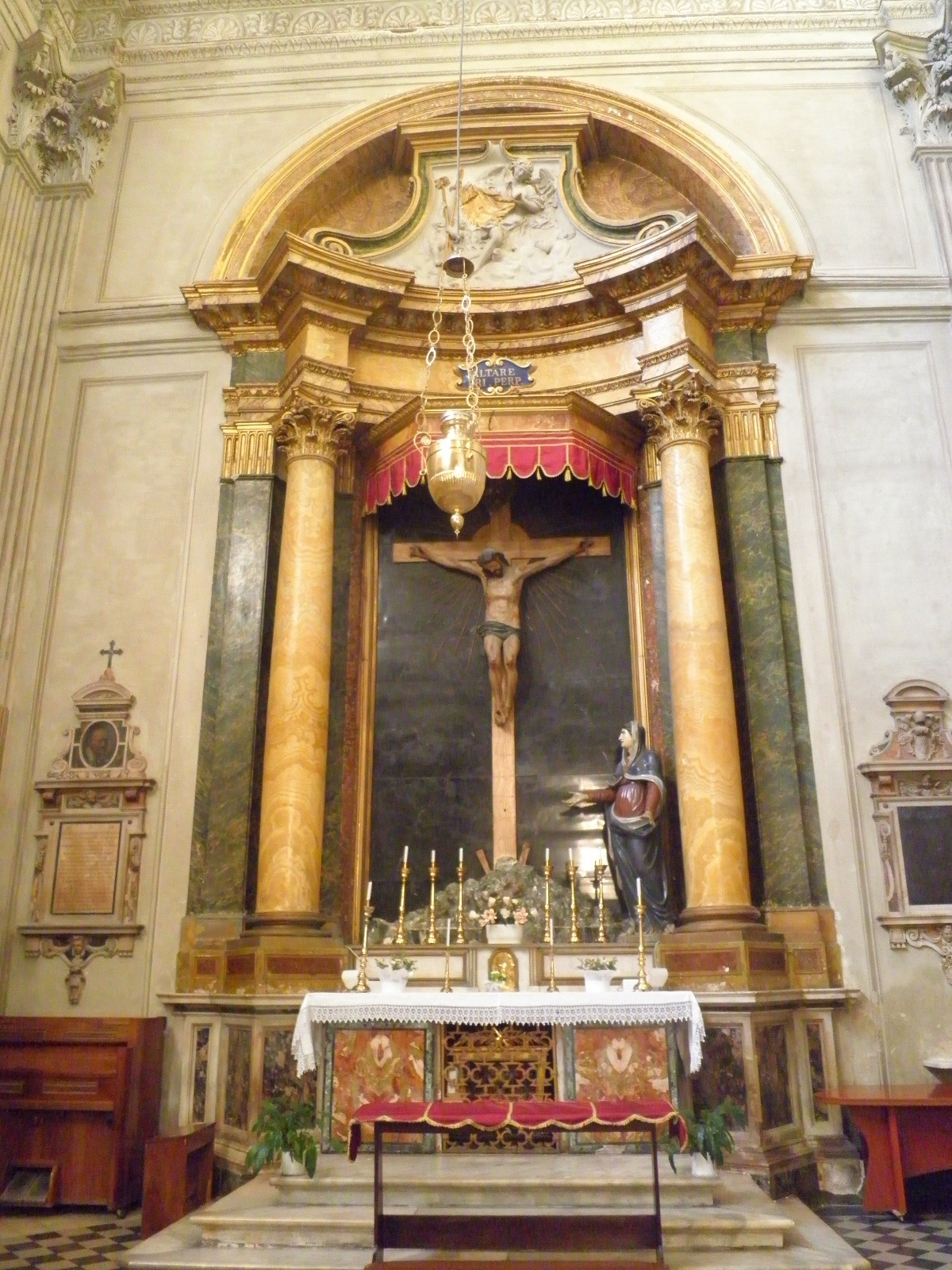
Altar da Crucificação.